# قرار مجلس الأمن التابع للأمم المتحدة رقم 1438
قرار مجلس الأمن التابع للأمم المتحدة رقم 1438 هو قرار أممي اعتمد بالإجماع في 14 أكتوبر 2002، بعد إعادة تأكيد مبادئ ميثاق الأمم المتحدة والقرار 1373 (2001)، أدان المجلس التفجيرات التي وقعت في بالي بإندونيسيا.
أكد مجلس الأمن من جديد ضرورة مكافحة التهديدات التي يتعرض لها السلام والأمن الدوليان بسبب الأعمال الإرهابية. وأدانت الهجمات التي وقعت في بالي وأسفرت عن وقوع إصابات وخسائر في الأرواح، فضلا عن الأعمال الإرهابية التي ارتكبت في بلدان أخرى. وأعرب المجلس عن تعاطفه وتعازيه لأسر الضحايا والحكومة والشعب الإندونيسي.
القرار ينص على أن تتعاون جميع الدول مع السلطات الإندونيسية وتقدم لها المساعدة لتقديم الجناة إلى العدالة وفقا لالتزاماتها بموجب القرار 1373. وأخيرا، اختتم المجلس بالإعراب عن تصميمه على مكافحة جميع أشكال الإرهاب.